# Tom Hunting
Thomas Hunting (11 aprile 1965) è un batterista statunitense metal, storicamente legato agli Exodus.

## Biografia
Ha suonato con loro dal 1980 (anno di fondazione del gruppo) fino al 1989, anno della sua prima dipartita.
Nei primi anni novanta suona con gli Angel Witch.
Nel 1996 si riuniscono gli Exodus con la formazione di Bonded by Blood (eccetto il bassista Jack Gibson), e ovviamente Tom rientra al suo posto dietro le pelli. Suonerà con loro fino al 2005, dopo aver registrato Tempo of the Damned l'anno precedente.
Nel biennio 2005-2006 il suo posto è stato preso da Paul Bostaph (ex-Slayer e Testament), ma solo per registrare un disco (Shovel Headed Kill Machine) e farne il relativo tour; infatti nel 2007 gli Exodus annunciano che Bostaph esce dal gruppo per far ritornare appunto Tom Hunting.

Il 13 aprile 2021 ha annunciato di essere affetto da carcinoma cutaneo spinocellulare e di aver iniziato le cure quel giorno.

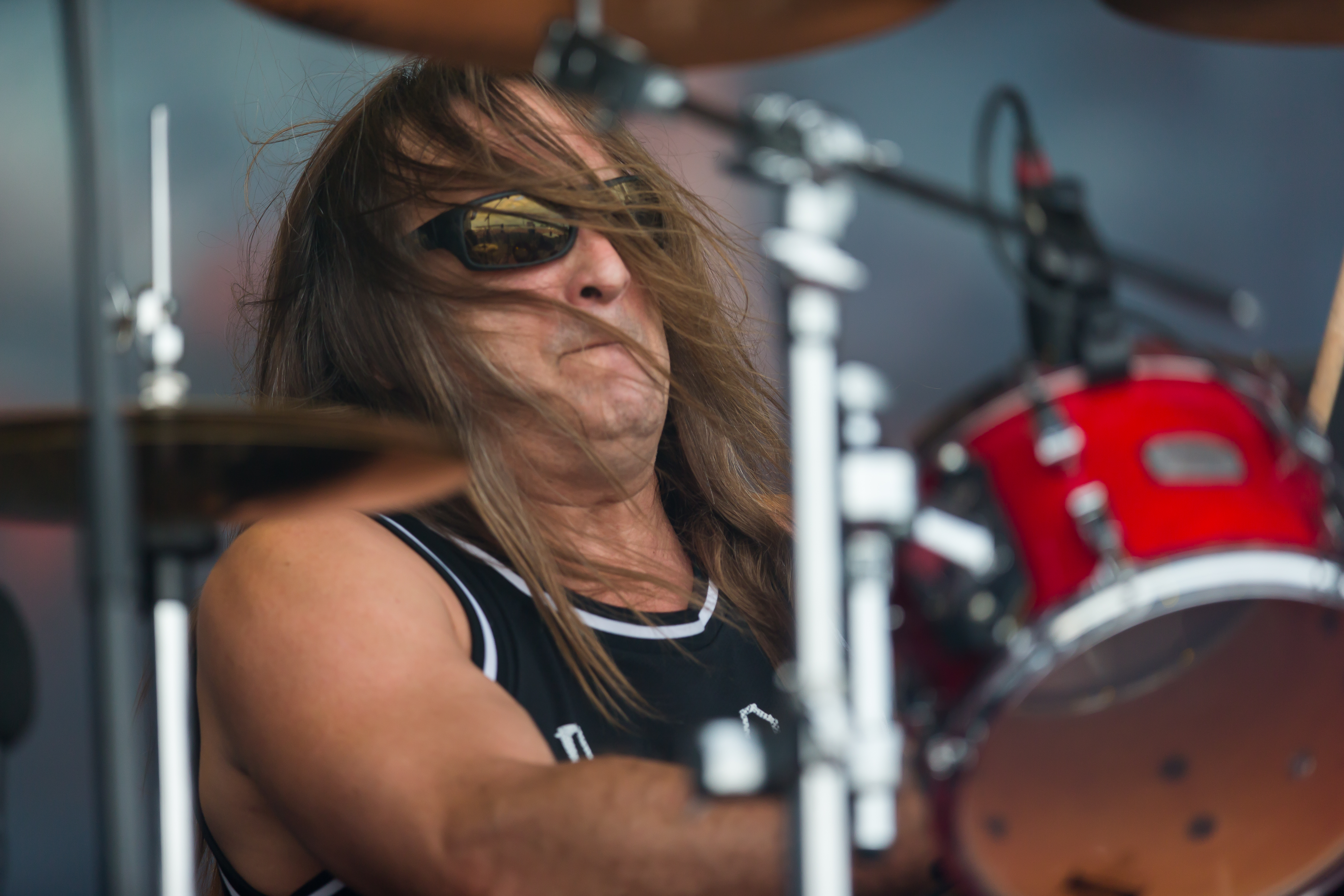
Tom Hunting nel 2016

## Discografia

### Exodus
- 1982 – 1982 Demo (demo)
- 1983 – Die by His Hand (demo)
- 1983 – Rehearsal '83 (demo)
- 1984 – A Lesson in Violence (demo)
- 1985 – Combat Tour Live: The Ultimate Revenge (video)
- 1985 – Bonded by Blood
- 1987 – Pleasures of the Flesh Demo (demo)
- 1987 – Pleasures of the Flesh
- 1989 – Fabulous Disaster
- 1991 – Good Friendly Violent Fun (album dal vivo)
- 1997 – Another Lesson in Violence (album dal vivo)
- 2004 – Tempo of the Damned
- 2005 – Live at the DNA 2004 (Official Bootleg) (album dal vivo)
- 2005 – Live at the DNA (Tempo of the Damned CD Release Party) (video)
- 2007 – Double Live Dynamo! (video)
- 2007 – The Atrocity Exhibition... Exhibit A
- 2008 – Let There Be Blood
- 2010 – Exhibit B: The Human Condition
- 2010 – Shovel Headed Tour Machine: Live at Wacken and Other Assorted Atrocities (video)
- 2014 – Blood In, Blood Out
- 2021 – Persona non grata

### Altri
- 1990 – Angel Witch - Twist of the Knife (demo)
- 1998 – Angel Witch - Resurrection (batteria nei brani Twist of the Knife e Slowly Sever)
- 1995 – I4NI - 1995 (demo)
- 1994 – IR8 - IR8 (demo)
- 2003 – IR8 - IR8 vs. Sexoturica (split)
- 1994 – Pleasure and Pain - Demo
- 1994 – Repulsa - Repulsa
- 1995 – Sexoturica - SpermogoDemo (demo)